# La Paz kommun, Honduras
La Paz är en kommun i Honduras.   Den ligger i departementet Departamento de La Paz, i den sydvästra delen av landet, 60 km nordväst om huvudstaden Tegucigalpa. Antalet invånare är 29 027.